# Mogiłka (powiat ostrowski)
Mogiłka – osada leśna w Polsce położona w województwie wielkopolskim, w powiecie ostrowskim, w gminie Odolanów.